# Mount Campleman
Mount Campleman ist ein 1970 m hoher Berg mit abgeflachtem Gipfel im westantarktischen Queen Elizabeth Land. In der Patuxent Range der Pensacola Mountains ragt er 5 km westlich des Stout Spur am Nordrand des Mackin Table auf.
Der United States Geological Survey kartierte ihn anhand eigener Vermessungen und Luftaufnahmen der United States Navy aus den Jahren zwischen 1956 und 1966. Das Advisory Committee on Antarctic Names benannte ihn 1968 nach Petty Officer Richard Campleman (1936–2009) von der United States Navy, Leiter der Palmer-Station im antarktischen Winter 1967.